# Fletch – Der Troublemaker
Fletch – Der Troublemaker (Originaltitel: Fletch) ist eine US-amerikanische Filmkomödie aus dem Jahr 1985. Die Regie führte Michael Ritchie, das Drehbuch schrieb Andrew Bergman anhand eines Romans von Gregory Mcdonald. Die Hauptrolle spielt Chevy Chase.

## Handlung
Der Zeitungsreporter Irwin Fletcher, genannt Fletch, gibt sich als Obdachloser aus und recherchiert am Strand für einen Artikel über Drogendealer. Der Pilot und Unternehmer Alan Stanwyk spricht den vermeintlichen Junkie am Strand an und bietet ihm 50.000 US-Dollar, wenn Fletcher Stanwyk ermorden würde. Stanwyk erzählt ihm, dass er unheilbar an Knochenkrebs erkrankt sei und in Kürze qualvoll sterben würde. Seine Gesellschaft habe eine hohe Lebensversicherung auf ihn abgeschlossen, die im Fall eines Selbstmords nicht ausgezahlt werden würde.
Fletcher willigt zum Schein ein und recherchiert hinter dieser Geschichte. Dabei besucht er Stanwyks Hausarzt und erschleicht sich in einem Krankenhaus Stanwyks Krankenakte. Fletcher stellt fest, dass Stanwyk gar nicht krebskrank ist.
Währenddessen wird der Zeitungsverleger ungeduldig und fragt, wann der angekündigte Artikel über Drogendealer am Strand fertig sei. Als Fletch ihm sagt, dass möglicherweise Polizeibeamte darin verstrickt seien, bekommt er Ärger mit der Polizei. Er wird von Polizeichef Jerry Karlin bedrängt, der vorgibt, die Recherchen Fletchers am Strand würden die polizeilichen Ermittlungen behindern. Im Polizeirevier wird Fletcher sogar in eine Zelle gesteckt; Karlin droht, den Reporter zu erschießen und eine Situation der Notwehr vorzutäuschen, damit Fletch seine Recherchen am Strand aufgibt.
Fletch findet jedoch verkleidet heraus, dass Karlin hinter dem Ring der Drogenhändler steht. Er bandelt mit Stanwyks Frau an und ermittelt, dass Stanwyk bereits in einem anderen Bundesstaat verheiratet ist und regelmäßig nach Südamerika fliegt, offenbar, um Rauschgift einzuschmuggeln.
Am Abend, als Fletch Stanwyk erschießen soll, stellt sich heraus, dass Stanwyk Fletch nur aufgrund der ähnlichen Statur angeheuert hat. Tatsächlich hat er vor, Fletch zu töten und zu verbrennen, um seinen Tod vorzutäuschen. Anschließend will er mit Fletchers Papieren nach Südamerika fliegen. Plötzlich erscheint jedoch Karlin im Haus und erschießt seinen Komplizen Stanwyk. Dessen Ehefrau schlägt Karlin mit einem Tennisschläger nieder.
Fletcher und die Witwe verbringen einen Urlaub in Südamerika, Fletcher erzählt aus dem Off, dass Karlin zu einer Haftstrafe von 20 Jahren verurteilt wurde.

## Synchronisation
Die deutsche Synchronisation entstand im Auftrag der Berliner Synchron, für die Dialogregie und das deutsche Dialogbuch war Marianne Groß verantwortlich.
| Rolle                    | Darsteller             | Sprecher                 |
| ------------------------ | ---------------------- | ------------------------ |
| Irwin „Fletch“ Fletcher  | Chevy Chase            | Lutz Riedel              |
| Polizeichef Jerry Karlin | Joe Don Baker          | Wolfgang Kühne           |
| Gail Stanwyk             | Dana Wheeler-Nicholson | Heike Schroetter         |
| Frank Walker             | Richard Libertini      | Norbert Gescher          |
| Alan Stanwyk             | Tim Matheson           | Joachim Tennstedt        |
| Larry                    | Geena Davis            | Sabine Thiesler          |
| Dr. Joseph Dolan         | M. Emmet Walsh         | Robert Dietl             |
| Sam                      | George Wendt           | Alexander Herzog         |
| Stanton Boyd             | Kenneth Mars           | Friedrich Georg Beckhaus |
| Marvin Gillet            | George Wyner           | Wilfried Herbst          |

## Kritiken
Fletch – Der Troublemaker wurde von professionellen Kritikern überwiegend positiv aufgenommen.
Roger Ebert schrieb in der Chicago Sun-Times vom 31. Mai 1985, Chevy Chase würde der Komödie seine persönliche, zynische Note verleihen. Er kritisierte, Chase würde dies zu wenig flexibel tun und dadurch einige Szenen trivialisieren. Ebert lobte die Regie, den Schnitt des Films (besonders in der Szene des Angriffs eines Hundes) und einige Nebenrollen.

„Kriminalistische Filmkomödie, die ihre Geschichte frisch und souverän erzählt und durch einen guten Hauptdarsteller gewinnt. Der positive Eindruck wird durch manche sprachlichen Derbheiten, die die deutsche Synchronisation noch zu verstärken scheint, geschmälert.“

„Der rasante Mix aus Witz und Action zeigt Chevy Chase in Topform, nur die Synchro holpert. [...] Fazit: Haarsträubende Story mit gelungenen Gags.“

„Regisseur Michael Ritchie inszenierte diese abgedrehte Komödie, ein Leckerbissen für alle Chevy-Chase-Fans. Die Handlung ist hier eher nebensächlich, denn Ritchies Genrearbeit bezieht ihren Reiz aus der gelungenen Situationskomik und dem zum Teil recht zynischen Wortwitz von Hauptdarsteller Chase.“

## Auszeichnungen
Andrew Bergman wurde im Jahr 1986 für das Drehbuch für den Edgar Allan Poe Award nominiert.

## Hintergründe
Der Film wurde in Kalifornien gedreht. Die Einnahmen an den US-Kinokassen betrugen 50,6 Millionen US-Dollar.

## Fortsetzung
Im Jahr 1989 wurde die Fortsetzung Fletch – Der Tausendsassa produziert, in dem Chevy Chase erneut die Hauptrolle spielte.